# 박상인
박상인(한국 한자: 朴商寅, 1952년 11월 15일~)은 대한민국의 전 축구 선수이자 축구감독이다.

## 축구인 경력
동래고등학교 축구부 출신으로 1981년에서 1982년 서독 분데스리가 MSV 뒤스부르크에서 활약하였으며 그 후 현대 호랑이 등에서 활약하였다.
그 후 지도자로서 최용수 등을 길러냈으며 2006년부터 2016년까지 대략 10년간 부산교통공사 축구단에서 감독으로 재직했으며, 2016시즌을 끝으로 퇴임하였다.

## 참고 자료
- K리그의 전설-박상인 보관됨 2017-07-01 - 웨이백 머신
- 박상인' 70-80년대 주름잡은 ‘한국의 크루이프’